# Kabinett Kalyoncu
Nach dem Sturz der Regierung unter Özkan Yorgancıoğlu wurde Ömer Kalyoncu mit der Bildung der 25. Regierung der Türkischen Republik Nordzypern beauftragt. Bei der Parlamentswahl im Jahr 2013 hatte die CTP mit 38,8 Prozent der Stimmen 21 der 50 Sitze in der Versammlung der Republik erhalten und verpasste die absolute Mehrheit knapp. Die Cumhuriyetçi Türk Partisi und Ulusal Birlik Partisi konnten sich auf eine Große Koalition einigen.
Der Staatspräsident Mustafa Akıncı bestätigte die ihm vorgelegte Liste der Minister am 15. Juli 2015.

## Minister
| Ministerium                                                   | Minister            | Partei                    |
| ------------------------------------------------------------- | ------------------- | ------------------------- |
| Ministerpräsident                                             | Ömer Kalyoncu       | Cumhuriyetçi Türk Partisi |
| Innen- und Arbeitsminister                                    | Asım Akansoy        | Cumhuriyetçi Türk Partisi |
| Finanzminister                                                | Birikim Özgür       | Cumhuriyetçi Türk Partisi |
| Außenministerin                                               | Emine Çolak         | Cumhuriyetçi Türk Partisi |
| Gesundheitsministerin                                         | Filiz Besim         | Cumhuriyetçi Türk Partisi |
| Landwirtschafts, natürliche Ressourcen und Ernährungsminister | Erkut Şahali        | Cumhuriyetçi Türk Partisi |
| Tourismusminister                                             | Kutlu Evren         | Ulusal Birlik Partisi     |
| Wirtschaftsminister                                           | Sunat Atun          | Ulusal Birlik Partisi     |
| Öffentlicher Arbeits- und Transportminister                   | Tahsin Ertuğruloğlu | Ulusal Birlik Partisi     |
| Bildungs- und Kulturminister                                  | Kemal Dürüst        | Ulusal Birlik Partisi     |
| Minister für Umwelt und natürliche Ressourcen                 | Faiz Sucuoğlu       | Ulusal Birlik Partisi     |